# Corsia viridopurpurea
Corsia viridopurpurea ist eine blattgrünlose Pflanzenart aus der Familie der Corsiaceae.

## Merkmale
Wie alle Arten der Gattung hat auch Corsia viridopurpurea die Photosynthese aufgegeben und bildet dementsprechend kein Chlorophyll mehr. Stattdessen lebt sie myko-heterotroph von einem Mykorrhizapilz, der in Symbiose mit einer weiteren Pflanze lebt.
Corsia viridopurpurea ist eine ausdauernde Pflanze, die nur zur Blütezeit oberirdisch wächst. Aus dem kurzen, kriechenden Rhizom sprießen dann bis zu 13 Zentimeter lange, zylindrische und fein geriffelte, unverzweigt und aufrecht wachsende Stängel. Die blassroten, länglich-rund eiförmigen bis umgekehrt-eiförmigen, bis zu 20 Millimeter langen und 6 Millimeter breiten, zugespitzten Blätter sind auf scheidige, fünfnervige Schuppenblätter reduziert. 
Die aufrechten Einzelblüten sind endständig und stehen an Blütenstielen, die rund 35 Millimeter lang sind. Von den sechs Blütenblättern (je drei Tepalen in zwei Blütenblattkreisen) sind fünf eiförmig bis elliptisch-eiförmig oder länglich-rund, am Ansatz spießförmig, 10 bis 12 Millimeter lang und rund 3 Millimeter breit, dreinervig und unbehaart. Das oberste sechste, das sogenannte Labellum, ist dunkelrot mit grünem Ansatz, breit elliptisch und mit 18 bis 20 Millimeter Länge stark vergrößert. Es umschließt anfangs die Blütenknospe und überdeckt nach ihrer Öffnung schützend die anderen Blütenorgane. Am Ansatz ist das Labellum über einen schwach gerundeten, außen von einem mit zwei Rippen durchzogenen Steg aus Kallusgewebe am Gynostemium verwachsen („genagelt“), es wird von einer Mittelrippe und auf jeder Seite von 6 verzweigten Parallelnerven durchzogen. 
Das Gynostemium ist 0,5 Millimeter lang, der freie Anteil der Staubblätter erreicht 1,5 Millimeter Länge, die Staubbeutel sind 1 bis 1,5 Millimeter lang. Der Griffel ist rund 20 Millimeter lang.

## Verbreitungsgebiet
Corsia viridopurpurea ist nur einmal in Neuguinea am Mount Piora aufgesammelt worden.

## Systematik
Corsia viridopurpurea wurde 1972 von Pieter van Royen erstbeschrieben und gehört zur Sektion Unguiculatis. Sie steht Corsia acuminata, Corsia torricellensis und Corsia unguiculata nahe, unterscheidet sich von diesen aber durch die am Ansatz spießförmigen Blütenblätter.